# پارک کیونگ اوان
پارک کیونگ اوان (انگلیسی: Park Kyung-oan؛ زادهٔ ۱۱ ژوئیهٔ ۱۹۷۲) بازیکن بیس‌بال اهل کره جنوبی است.